# Râul Lădăuțiul Mare
Râul Lădăuțiul Mare este un curs de apă situat în Depresiunea Întorsura Buzăului, afluent de dreapta al râului Lădăuți.

## Hărți
- Harta județului Covasna